# Obra historiogràfica de Juli Cèsar

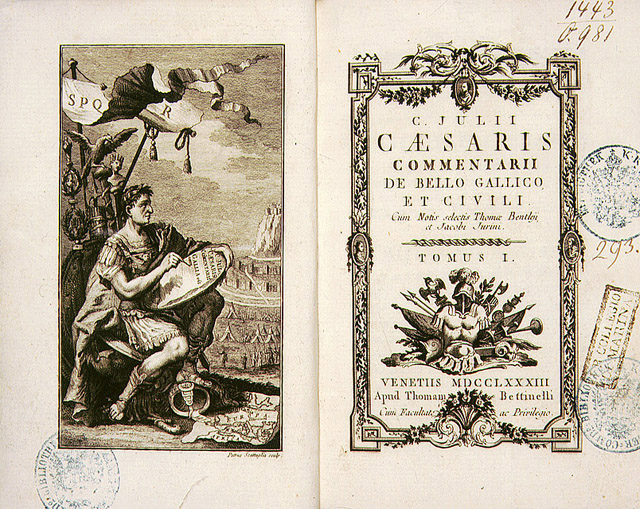
Edició de 1783 de la Guerra de les Gàl·lies

Juli Cèsar va destacar, sobretot, per la seva faceta política i militar, però també ho va fer notablement en la producció literària. De fet les tres estan relacionades entre si; se sol dir que la literatura per Cèsar va ser la continuació de la política i la guerra a través d'un mitjà diferent.
La producció literària de Cèsar que ha arribat als nostres dies són els set llibres dedicats a la Guerra de les Gàl·lies i els tres dedicats a la Guerra civil. Pareix que el títol per ambdues obres era Comentarii rerum gestarum amb el subtítol De bello Gallico i De bello civili.

## Comentarii
Aquestes dues obres s'emmarquen en la historiografia, malgrat que és difícil definir el gènere concret dels seus Comentarii.
Ja en la república, en l'època de grans enfrontaments polítics després de la reforma dels Gracs, els homes públics intentaran per tots els mitjans difondre les seves idees i captar el favor dels ciutadans electors; sorgeixen així memòries, autobiografies o fins i tot pamflets i butlletins propagandístics. Cèsar recollirà aquesta llarga tradició, la fusionarà amb la tradició historiogràfica hel·lenística, aprofitarà també l'objectivitat i concisió dels informes tècnics militars que ell va elaborar pel senat i les autoritats de Roma i ho sintetitzarà tot en una obra cohesionada que combina el caràcter propagandístic i apologètic.
Encara avui en dia existeix controvèrsia sobre el moment de redacció i publicació dels seus comentarii.
En primer lloc es discuteix si el De bello Gallico es va escriure tot d'una vegada al final de la campanya, o si Cèsar aprofitava per escriure durant les pauses d'aquesta, sobretot en les èpoques hivernals de cada any, durant les quals la guerra s'aturava a l'antiguitat, encara que hi hagués fet una darrera revisió abans de la seva publicació. Tot pareix apuntar a la segona hipòtesi, ja que en els seus escrits es pot observar una evolució en el seu estil, sintaxi i tècnica narrativa, i a més a cada llibre es respecta la cronologia analítica, no s'avança cap fet futur que ell pogués conèixer.
Pel que fa a la data de publicació l'únic que se sap és que probablement va ser abans del 46 aC quan Ciceró els elogia en el Brutus.
La redacció i publicació de De bello civili també té la crítica dividida, ja que l'any de redacció i publicació no són el mateix quasi amb total seguretat (el darrer llibre narra els fets de l'any 48 aC). L'opció més plausible s'inclina cap a una redacció primerenca, sobretot per l'interès de Cèsar de justificar les seves accions (no faria falta un cop guanyada la guerra).
Sobre la data de publicació no es pot estar segur, ja que després de sortir vencedor, Cèsar no tindria cap pressa per publicar un llibre on el que fa és justificar-se.

## Continguts
Tota l'obra De bello Gallico està dividida en set llibres, en cada un dels quals es relata la campanya militar de l'any corresponent, entre el 58 aC i el 51 aC.
- El llibre I narra els fets de l'any 58 aC on el general després de fer una descripció geopolítica de la Gàl·lia, explica l'expedició contra els helvecis fins a la rendició del rei germànic Ariovist.

- El llibre II tracta sobre la rebel·lió de les tribus gal·les i la campanya contra els belgues i la seva submissió de l'any 57 aC.

- El llibre III ens explica la conquesta del litoral atlàntic i Aquitània. En aquest llibre tenen molt protagonisme els lloctinents de Cèsar, com Galba, ja que la guerra ja tenia molts fronts oberts.

- El llibre IIII, hi trobem la derrota dels germànics que havien irromput més enllà del Rin i les incursions a Germània i Britànnia.

- El llibre V narra el retorn de Cèsar de Britànnia, les diferents rebel·lions de la Gàl·lia i la revolta dels eburons.

- Al llibre VI se'ns explica una nova incursió a la Germània i la destrucció total dels eburons.

- Finalment al llibre VII és el de la repressió de la sublevació de Vercingetòrix i de la lluita definitiva per la Gàl·lia.

El final de la guerra és narrat al llibre VIII, però aquest llibre el va escriure Hirci, un dels seus lloctinents. Es proposa omplir el període que hi ha entre el final del llibre VII i el primer de De bello civili. El va escriure a petició de Balb, amic i col·laborador de Cèsar, quan aquest ja havia estat assassinat.
Pel que fa al De bello civili, està dividit en tres llibres que narren l'esclat i desenvolupament del conflicte entre Cèsar i Pompeu. A diferència de l'anterior els llibres no estan dividits d'acord amb els anys. Cèsar narra els esdeveniments de l'any 49 aC i 48 aC; l'evolució del conflicte a Itàlia, Hispània i Grècia, el tercer llibre acaba amb l'arribada de Cèsar a Alexandria on li comuniquen la mort de Pompeu.

## Objectius
Els seus escrits no són simples notes agafades perquè després un historiador redacti una obra, encara que és veritat que no té una elaboració i caire literari a l'altura del cànon historiogràfic de l'antiguitat, però és clar que tampoc són simples apunts. El caràcter propagandístic és evident, per tant també es discuteix el seu valor històric a causa de la deliberada deformació de la realitat que fa Cèsar, cosa per la qual en l'antiguitat ja va ser criticat.
Aquest caire propagandístic és present a les dues obres, però la seva diversitat temàtica i la distinta finalitat de cada obra obliga a tractar-les per separat.
En el De bello Gallico, l'objectiu primordial de l'autor és recordar i potenciar els seus brillants èxits en les campanyes militars, donar a conèixer la correcta administració de la província i així mantenir viva la seva presència en la vida política de Roma.
No va tenir interès a justificar la conquesta de la Gàl·lia, malgrat que des del punt de vista romà en aquella situació sí que estava justificat, ja que en aquella època pels romans era legítim conquerir territoris per expandir el seu domini. Tampoc amaga ni oculta els fets més violents, parla amb tota naturalitat de destruccions de ciutats, els morts, les massacres, els saquejos, etc. El seu objectiu era per tant fer propaganda de la seva persona, difondre i prestigiar la seva actuació, no defensar-se per ella. Malgrat que el tema predominant és la guerra, el llibre també ofereix una informació molt valuosa per conèixer els costums i els diferents pobles que habitaven la Gàl·lia o Germània en aquella època, a més de descripcions geogràfiques, o la cèlebre construcció del pont sobre el Rin. En definitiva ens trobam davant un llibre escrit a major glòria de Cèsar, camuflat en el que vol aparentar ser un escrit objectiu històric.
En canvi al De bello civili César adapta clarament una actitud apologètica, on a través del seu escrit pretén defensar-se i alliberar-se d'una de les responsabilitats més greus i sacrílegues (summum nefas) que podia cometre un ciutadà romà: promoure una guerra civil. L'objectiu fonamental d'aquesta obra és mostrar els romans que ell ha esgotat totes les vies diplomàtiques i els intents de pau, fins i tot les que suposaven per ella pèrdua d'honor i poder. Aquest motiu es va repetint amb freqüència durant tota l'obra, Cèsar amb la guerra molt avançada segueix proposant pactes i negociacions. Són importants també les descripcions dels seus adversaris, amb tota mena de defectes i ambicions: en descriure els seus enemics tan negativament els aconsegueix desacreditar amb una aparença d'objectivitat.

## Estil
L'estil de Cèsar és original i és clarament diferent dels seus coetanis. Els seus comentarii són senzills, correctes i defugen clarament de l'estil recarregat i adornat en excés amb moltes figures retòriques pròpies dels escriptors de l'època, encara que no renuncia totalment a l'ornatus, atès que podem trobar als seus escrits anàfores, al·literacions, repeticions, asíndetons, quiasmes, etc. Se li reconeix la claredat, simplicitat i perfecció del seu llenguatge. Defuig de les formes arcaïtzants com les que utilitzarà Sal·lusti, narra el que és essencial de manera simple i elegant, defuig de la variatio, el vocabulari que usa és reduït, per tant els seus escrits són molts repetitius. Combina equilibradament sentències curtes amb períodes més llargs, però aquests no són sintàcticament molt complexos gràcies a l'ús d'ablatius absoluts o subordinades molt clares i comprensibles.
És una de les seves característiques principals l'ús de la tercera persona. Cèsar parla d'ell mateix en tercera persona, i aconsegueix així un distanciament del narrador sobre l'escrit, donant una aparença d'objectivitat totalment premeditada, com hem vist en el fons els escrits no són més que propaganda cap a la seva persona. Combina l'estil indirecte en molt de discursos, ja que no li obliguen a reproduir exactament les paraules pronunciades, aquest recurs també ajuda a l'efecte d'allunyament de la història i el narrador. Això no vol dir que no utilitzi l'estil directe: el sol reservar pels moments més dramàtics o d'interès polític (discurs inicial de la guerra civil o el discurs de Vercingetòrix).
Un altre recurs que utilitza Cèsar per a aquest fi és el de disposar els esdeveniments de forma calculada. No és que canviï la cronologia dels fets amb molta freqüència, sinó que altera en la mateixa narració l'ordre temporal per fer la impressió que la seqüència narrativa és també la cronològica. Evidentment Cèsar va desfigurar i falsejar la realitat, exagerant nombre de combatents en les batalles, però no greument, ja que sabia que un bon propagandista ha de causar la impressió de veritat i objectivitat.

## Llegat
No es pot negar que Cèsar és un dels personatges més presents de l'antiga Roma en l'imaginari col·lectiu dels segles XX i XXI.
Pel que fa a la seva obra en l'antiguitat i l'edat mitjana no troba molts de lectors, no sol ser una lectura recomanada. Però a partir de l'humanisme i el renaixement es torna a recuperar, Petrarca i Dante l'admiren, autors com Maquiavel, Montaigne o Shakespeare el llegeixen.
A partir del XVI els jesuïtes l'introdueixen com a model de llatí simple a les escoles i avui en dia s'utilitza molt a Cèsar per començar a ensenyar llatí.
Però on l'obra de Cèsar ha tengut molta repercussió ha estat en els escriptors de temàtica militar o la literatura tècnica moderna de tàctica militar, on habitualment el citen i l'aprecien. Gent com Napoleó, Mommsen, Nietzche l'ha llegit. Ha estat objecte d'estudis a escoles militars. Els manuals tècnics militars moderns, l'ús de la topografia del lloc, els instruments de poder militar com també la tecnologia amb relació a aquests i la seva aplicació a determinats fins en la guerra moderna pareix que beuen directament de les concepcions de la guerra que exhibeix Cèsar en els seus escrits.